# Phil Thompson
Philip Bernard Thompson también conocido como Phil Thompson (n. Kirkby, Lancashire, Inglaterra, 21 de enero de 1954) es un exfutbolista y actual entrenador inglés, que jugaba de defensa y militó en diversos clubes de Inglaterra. Es plenamente identificado con el Liverpool y no solo, por haberse formado futbolísticamente en el club (equipo del cual es hincha); sino que también, por haber ganado muchos títulos, tanto a nivel nacional como internacional, con el equipo de Anfield.

## Selección nacional
Con la Selección de fútbol de Inglaterra, disputó 42 partidos internacionales y anotó solo un gol. Incluso participó con la selección inglesa, en una sola edición de la Copa Mundial. La única participación de Thompson en un mundial, fue en la edición de España 1982. donde su selección quedó eliminado en la segunda fase de la cita de España.

### Participaciones en Copas del Mundo
| Mundial                        | Sede   | Resultado    |
| ------------------------------ | ------ | ------------ |
| Copa Mundial de Fútbol de 1982 | España | Segunda Fase |

## Clubes
| Club             | País       | Año         |
| ---------------- | ---------- | ----------- |
| Liverpool        | Inglaterra | 1971 - 1984 |
| Sheffield United | Inglaterra | 1984 - 1986 |